# Dan
Dán je ena od različnih enot za čas. Beseda se nanaša na periodo trajanja osvetljenosti dela Zemlje, ko je Sonce nad krajevnim obzorjem - t. i. naravni dan ali na celotni dan s temno in svetlo periodo skupaj - t. i. koledarski dan. Različne definicije dneva temeljijo na navideznemu gibanju Sonca po nebu (Sončev dan). Vzrok navideznemu gibanju je vrtenje Zemlje okrog svoje osi, kot tudi kroženje Zemlje na tiru okrog Sonca.
Dandanes navadno rečemo, da ima dan 24 ur po 60 minut po 60 sekund, oziroma skupaj 86.400 sekund. Dan ima lahko tudi 86.401 sekundo, če se doda prestopna sekunda oz. teoretično tudi le 86.399 sekund, če se prestopna sekunda odvzame, kar se pa v praksi zaenkrat še ni zgodilo.